# Bat Yam
Bat Yam (en hébreu : בת ים) est une ville israélienne du district de Tel Aviv, dans la région administrative du Gush Dan.

## Géographie

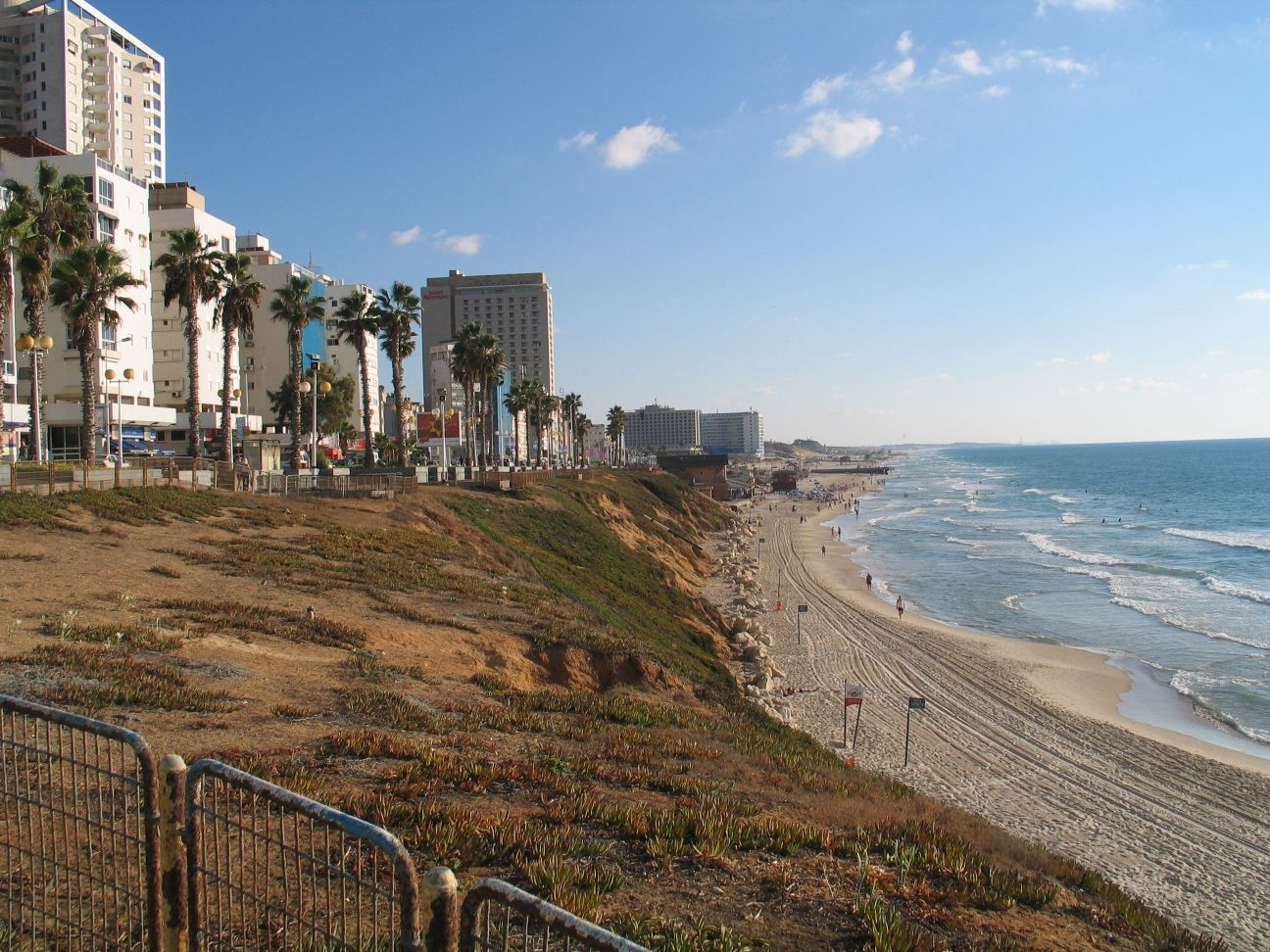
Front de mer de Bat Yam

Bat Yam est située dans la banlieue sud de Tel Aviv-Jaffa et baignée à l'ouest par le littoral de la mer Méditerranée.

### Villes limitrophes
|  | Tel Aviv-Jaffa |       |
|  | Bat Yam        | Holon |
|  | Rishon LeZion  |       |

### Voies de communication
L'autoroute Ayalon longe la limite orientale de la ville qui est accessible par quatre sorties.

### Chemins de fer
La ville est desservie par les gares Yoseftal et Komemiyut des Chemins de fer israéliens.

## Toponymie
En hébreu, Bat Yam se traduit littéralement par « fille de la mer » et désigne une sirène. Plus spirituellement, Bat Yam signifie « fille de Jérusalem ». Le terme « Yam » est en effet composé de la première et la dernière lettre de Yérushalayim (יְרוּשָׁלַיִם).

## Histoire
En 1926, la localité de Bayit VeGan (« Maison et jardin ») est créée mais est attaquée par des émeutiers arabes lors de la révolte de 1929, avant d'être évacuée. Reconstruite, elle est dotée d'un conseil local dès 1936, puis est rebaptisée Bat Yam un an plus tard.
Dans les années qui suivent la création de l'État d'Israël en 1948, la population de Bat Yam passe de 2 300 à 16 000 habitants. En 1958, elle accède au statut de ville.
En 2017, le ministre de l'Intérieur Aryé Dery propose de fusionner Bat Yam avec la ville de Tel Aviv d'ici 2023. Le projet de fusion est finalement annulé en 2021.

## Politique et administration
| Identité                                                | Période | Période  | Durée  | Étiquette                   |
| Identité                                                | Début   | Fin      | Durée  | Étiquette                   |
| ------------------------------------------------------- | ------- | -------- | ------ | --------------------------- |
| David Ben Ari (d) (he) דוד בן ארי (1909 - 1978)         | 1950    | 1963     | 13 ans | Mapaï                       |
| Menachem Rothschild (d) (he) מנחם רוטשילד (1914 - 1994) | 1963    | 1973     | 10 ans | Mapaï                       |
| Yitzhak Walker (d) (he) יצחק ולקר (1925 - 1993)         | 1973    | 1977     | 4 ans  |                             |
| David Messica (d) (he) דוד מסיקה                        | 1977    | 1978     | 1 an   |                             |
| Menachem Rothschild (d) (he) מנחם רוטשילד (1914 - 1994) | 1978    | 1983     | 5 ans  | Mapaï                       |
| Ehud Kinamon (d) (he) אהוד קינמון (1931 - 2010)         | 1983    | 1993     | 10 ans | Alignement Bat Yam unie (d) |
| Yehoshua Saguy (en) (he) יהושע שגיא (1933 - 2021)       | 1993    | 2003     | 10 ans | Likoud                      |
| Shlomo Lahiani (en) (he) שלמה לחיאני (né en 1965)       | 2003    | 2014     | 11 ans | Bat Yam la tête haute (d)   |
| Yossi Bahar (d) (he) יוסי בכר (né en 1967)              | 2014    | 2018     | 4 ans  | Bat Yam la tête haute (d)   |
| Tzvika Brot (en) (he) צביקה ברוט (né en 1980)           | 2018    | En cours | 7 ans  | Likoud                      |

## Personnalités nées à Bat Yam
- Matt Haimovitz (1970) Violoncelliste américain
- Arye Kaspi (1945 - 2003) Journaliste
- Shlomo Lahyani (1965) Homme politique et d'affaires, maire de la ville
- Kobi Israel (1970) Photographe israélo-britannique
- Rami Levi (1968) Ballerine
- Avi Peretz (1966) Chanteur populaire
- Alon Porat (1951) Peintre
- Menachem Ronen (1969) Cinéaste
- Peter Rott (1974) Chanteur et compositeur pop
- Itzik Zohar (1970) Joueur de football

## Jumelages
Bat Yam est jumelée avec :
| Ville | Ville        | Pays | Pays      | Période                   |
| ----- | ------------ | ---- | --------- | ------------------------- |
|       | Antalya      |      | Turquie   | jusqu'à mars 2024         |
|       | Aurich       |      | Allemagne |                           |
|       | Kragujevac   |      | Serbie    |                           |
|       | Kutno        |      | Pologne   |                           |
|       | Livourne     |      | Italie    |                           |
|       | Neukölln     |      | Allemagne |                           |
|       | Salinas      |      | Équateur  |                           |
|       | Valparaíso   |      | Chili     |                           |
|       | Villeurbanne |      | France    | depuis le 17 mai 1979     |
|       | Vinnytsia    |      | Ukraine   | depuis le 11 octobre 2012 |